# Liste der Nummer-eins-Hits in Österreich (1984)
Dies ist eine Liste der Nummer-eins-Hits in Österreich im Jahr 1984. Sie basiert auf den Top-20-Single- und Albumlisten der österreichischen Charts. Sie wurden halbmonatlich jeweils am 1. und am 15. jeden Monats veröffentlicht.

## Singles
| ← 1983 ← | Liste der Nummer-eins-Hits in Österreich | Liste der Nummer-eins-Hits in Österreich | Liste der Nummer-eins-Hits in Österreich                                           | 1985 →                    |
| \| Zeitraum \| Wo. ges. \| Interpret \| Titel Autor(en) \| Zusätzliche Informationen \| \| (Zeitraum, Wochen auf Platz eins, Interpret, Titel, Autor[en], zusätzliche Informationen) \| \| \| \| \| \| ----------------------------------------------------------------------------------------- \| -------- \| ---------------------------- \| ---------------------------------------------------------------------------------- \| ------------------------- \| \| 1. Januar 1984 – 31. Januar 1984 5 Wochen \| 5 \| Kenny Rogers & Dolly Parton \| Islands in the Stream Barry Gibb, Maurice Gibb, Robin Gibb \| – \| \| 1. Februar 1984 – 14. Februar 1984 2 Wochen \| 2 \| Nino de Angelo \| Jenseits von Eden Chris Evans Ironside, Kurt Gebegern \| – \| \| 15. Februar 1984 – 14. April 1984 8 Wochen \| 8 \| Masquerade \| Guardian Angel Chris Evans Ironside, Kurt Gebegern \| – \| \| 15. April 1984 – 14. Mai 1984 5 Wochen \| 5 \| Stefan Waggershausen & Alice \| Zu nah am Feuer Stefan Waggershausen \| – \| \| 15. Mai 1984 – 31. Mai 1984 2 Wochen \| 2 \| Anita \| Einfach weg Musik: Michael Laura, Laura Moon; Text: Walter Müller \| – \| \| 1. Juni 1984 – 30. Juni 1984 4 Wochen \| 4 \| Queen \| I Want to Break Free John Deacon \| – \| \| 1. Juli 1984 – 14. August 1984 7 Wochen \| 7 \| Laura Branigan \| Self Control Musik: Giancarlo Bigazzi, Raffaele Riefoli; Text: Steve Piccolo \| – \| \| 15. August 1984 – 30. September 1984 7 Wochen \| 7 \| S.T.S. \| Fürstenfeld Josef Jandrisits, Helmut Röhrling \| – \| \| 1. Oktober 1984 – 14. Oktober 1984 2 Wochen \| 2 \| KGB \| Motorboot Andy Fabianek, Kurt Gober, Ewald Pfleger, Kurt Plisnier, Herwig Rüdisser \| – \| \| 15. Oktober 1984 – 30. November 1984 6 Wochen \| 6 \| Stevie Wonder \| I Just Called to Say I Love You Stevie Wonder \| – \| \| 1. Dezember 1984 – 14. Januar 1985 7 Wochen \| 7 \| Scotch \| Disco Band Fabio Margutti \| – \| |                                          |                                          |                                                                                    |                           |
| ← 1983 |                                          |                                          |                                                                                    | → 1985 →                  |
| Zeitraum | Wo. ges.                                 | Interpret                                | Titel Autor(en)                                                                    | Zusätzliche Informationen |
| (Zeitraum, Wochen auf Platz eins, Interpret, Titel, Autor[en], zusätzliche Informationen) |                                          |                                          |                                                                                    |                           |
| 1. Januar 1984 – 31. Januar 1984 5 Wochen | 5                                        | Kenny Rogers & Dolly Parton              | Islands in the Stream Barry Gibb, Maurice Gibb, Robin Gibb                         | –                         |
| 1. Februar 1984 – 14. Februar 1984 2 Wochen | 2                                        | Nino de Angelo                           | Jenseits von Eden Chris Evans Ironside, Kurt Gebegern                              | –                         |
| 15. Februar 1984 – 14. April 1984 8 Wochen | 8                                        | Masquerade                               | Guardian Angel Chris Evans Ironside, Kurt Gebegern                                 | –                         |
| 15. April 1984 – 14. Mai 1984 5 Wochen | 5                                        | Stefan Waggershausen & Alice             | Zu nah am Feuer Stefan Waggershausen                                               | –                         |
| 15. Mai 1984 – 31. Mai 1984 2 Wochen | 2                                        | Anita                                    | Einfach weg Musik: Michael Laura, Laura Moon; Text: Walter Müller                  | –                         |
| 1. Juni 1984 – 30. Juni 1984 4 Wochen | 4                                        | Queen                                    | I Want to Break Free John Deacon                                                   | –                         |
| 1. Juli 1984 – 14. August 1984 7 Wochen | 7                                        | Laura Branigan                           | Self Control Musik: Giancarlo Bigazzi, Raffaele Riefoli; Text: Steve Piccolo       | –                         |
| 15. August 1984 – 30. September 1984 7 Wochen | 7                                        | S.T.S.                                   | Fürstenfeld Josef Jandrisits, Helmut Röhrling                                      | –                         |
| 1. Oktober 1984 – 14. Oktober 1984 2 Wochen | 2                                        | KGB                                      | Motorboot Andy Fabianek, Kurt Gober, Ewald Pfleger, Kurt Plisnier, Herwig Rüdisser | –                         |
| 15. Oktober 1984 – 30. November 1984 6 Wochen | 6                                        | Stevie Wonder                            | I Just Called to Say I Love You Stevie Wonder                                      | –                         |
| 1. Dezember 1984 – 14. Januar 1985 7 Wochen | 7                                        | Scotch                                   | Disco Band Fabio Margutti                                                          | –                         |

## Alben
| ← 1983 ← | Liste der Nummer-eins-Alben in Österreich | Liste der Nummer-eins-Alben in Österreich | Liste der Nummer-eins-Alben in Österreich | 1985 →                    |
| \| Zeitraum \| Wo. ges. \| Interpret \| Titel \| Zusätzliche Informationen \| \| (Zeitraum, Wochen auf Platz eins, Interpret, Titel, zusätzliche Informationen) \| \| \| \| \| \| ------------------------------------------------------------------------------ \| -------- \| --------------- \| -------------------------------- \| ------------------------- \| \| 1. Januar 1984 – 14. Februar 1984 7 Wochen \| 7 \| Otto \| Hilfe, Otto kommt! \| – \| \| 15. Februar 1984 – 14. März 1984 4 Wochen \| 4 \| (Musical) \| Cats (Deutsche Originalaufnahme) \| – \| \| 15. März 1984 – 30. April 1984 7 Wochen \| 7 \| Nena \| ? (Fragezeichen) \| – \| \| 1. Mai 1984 – 31. Mai 1984 4 Wochen \| 4 \| Andy Borg \| Zärtliche Lieder \| – \| \| 1. Juni 1984 – 30. Juni 1984 4 Wochen \| 4 \| Falco \| Junge Roemer \| – \| \| 1. Juli 1984 – 14. Juli 1984 2 Wochen \| 2 \| (Soundtrack) \| Footloose \| – \| \| 15. Juli 1984 – 14. September 1984 9 Wochen \| 9 \| S.T.S. \| Überdosis G’fühl \| – \| \| 15. September 1984 – 30. November 1984 11 Wochen \| 11 \| Wolfgang Ambros \| Der Sinn des Lebens \| – \| \| 1. Dezember 1984 – 14. Februar 1985 11 Wochen \| 11 \| Sade \| Diamond Life \| – \| |                                           |                                           |                                           |                           |
| ← 1983 |                                           |                                           |                                           | → 1985 →                  |
| Zeitraum | Wo. ges.                                  | Interpret                                 | Titel                                     | Zusätzliche Informationen |
| (Zeitraum, Wochen auf Platz eins, Interpret, Titel, zusätzliche Informationen) |                                           |                                           |                                           |                           |
| 1. Januar 1984 – 14. Februar 1984 7 Wochen | 7                                         | Otto                                      | Hilfe, Otto kommt!                        | –                         |
| 15. Februar 1984 – 14. März 1984 4 Wochen | 4                                         | (Musical)                                 | Cats (Deutsche Originalaufnahme)          | –                         |
| 15. März 1984 – 30. April 1984 7 Wochen | 7                                         | Nena                                      | ? (Fragezeichen)                          | –                         |
| 1. Mai 1984 – 31. Mai 1984 4 Wochen | 4                                         | Andy Borg                                 | Zärtliche Lieder                          | –                         |
| 1. Juni 1984 – 30. Juni 1984 4 Wochen | 4                                         | Falco                                     | Junge Roemer                              | –                         |
| 1. Juli 1984 – 14. Juli 1984 2 Wochen | 2                                         | (Soundtrack)                              | Footloose                                 | –                         |
| 15. Juli 1984 – 14. September 1984 9 Wochen | 9                                         | S.T.S.                                    | Überdosis G’fühl                          | –                         |
| 15. September 1984 – 30. November 1984 11 Wochen | 11                                        | Wolfgang Ambros                           | Der Sinn des Lebens                       | –                         |
| 1. Dezember 1984 – 14. Februar 1985 11 Wochen | 11                                        | Sade                                      | Diamond Life                              | –                         |